# أولا سولباكن
أولا سولباكن (مواليد 7 سبتمبر 1998) هو لاعب كرة قدم نرويجي يلعب في مركز الهجوم في نادي بودو/غليمت.